# Hugo Lambotte
Hugo Michel Lambotte (20 juni 2006) is een Belgisch voetballer die onder contract ligt bij STVV.

## Carrière
Lambotte genoot z'n jeugdopleiding bij Amay, ES Wanze/Bas-Oha, Standard Luik en STVV. In juni 2024 begon Lambotte onder trainer Christian Lattanzio aan de voorbereiding met de A-kern van STVV. Een maand later ondertekende hij z'n eerste profcontract bij STVV.
Op 3 augustus 2024 maakte Lambotte z'n officiële debuut voor het eerste elftal van STVV: op de tweede speeldag van de Jupiler Pro League mocht hij tegen Sporting Charleroi in de 58e minuut invallen.

## Clubstatistieken
| Seizoen         | Club            | Land            | Competitie      | Competitie | Competitie | Beker | Beker | Supercup | Supercup | Europees | Europees | Totaal | Totaal |
| Seizoen         | Club            | Land            | Competitie      | Wed.       | Dlp.       | Wed.  | Dlp.  | Wed.     | Dlp.     | Wed.     | Dlp.     | Wed.   | Dlp.   |
| --------------- | --------------- | --------------- | --------------- | ---------- | ---------- | ----- | ----- | -------- | -------- | -------- | -------- | ------ | ------ |
| 2024/25         | STVV            | Vlag van België | Eerste klasse A | 1          | 0          | 0     | 0     | —        | —        | —        | —        | 1      | 0      |
| Carrière totaal | Carrière totaal | Carrière totaal | Carrière totaal | 1          | 0          | 0     | 0     | 0        | 0        | 0        | 0        | 1      | 0      |

Bijgewerkt op 4 augustus 2024.